# LUX 042
LUX 036 fue un evento de artes marciales mixtas producido por LUX Fight League, que se llevó a cabo el 26 de abril de 2024 en el CODE Alcalde Dome de Guadalajara, Jalisco, México.

## Antecedentes
El evento estelar contó con una pelea por el Campeonato de Peso Wélter de LUX entre el campeón Alan Domínguez y el ex Campeón de Peso Mediano de LUX Nayib López.
Se esperaba una pelea por el Campeonato de Peso Gallo de LUX entre el campeón Juan Díaz y André Barquero. Sin embargo, Barquero tuvo que retirarse de la pelea debido a una lesión, por lo que su lugar fue ocupado por Abraham Nava.

## Resultados
1. ↑  Por el Campeonato de Peso Wélter de LUX
2. ↑  Por el Campeonato de Peso Gallo de LUX